# Emilia Attias

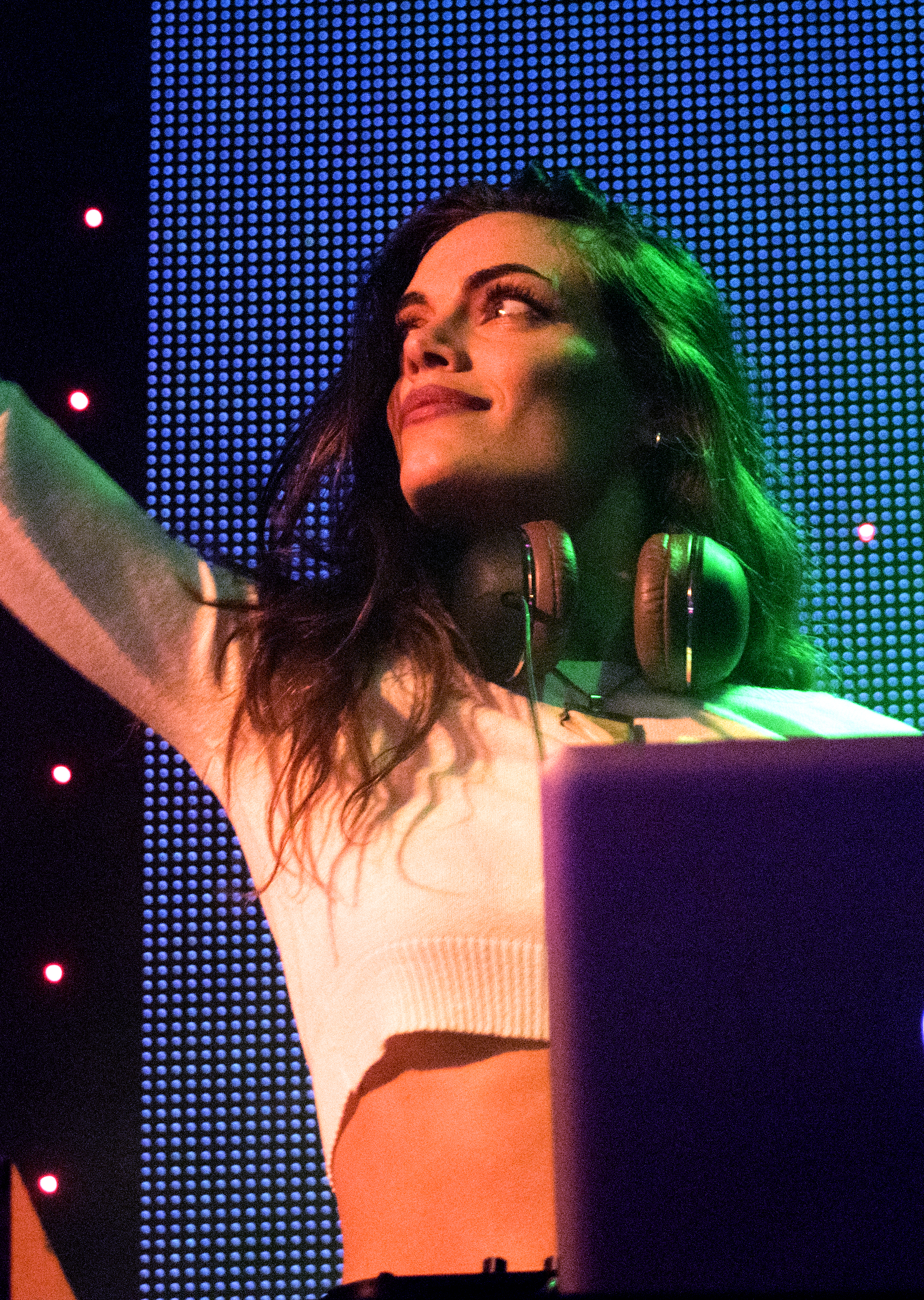
Emilia Attias, 2015

María Emilia Attias Pompei, besser bekannt als Emilia Attias, (* 20. März 1987 in Buenos Aires, Argentinien) ist eine argentinische Schauspielerin, Model, Sängerin, DJ und Fernsehmoderatorin.

## Privates
Ihre Eltern sind Carlos Attias, ein pensionierter Oberleutnant und Poupée. Sie hat einen Bruder sowie drei Schwestern.
Im September 2009 heiratete Attias Naím Sibara. Gemeinsam eröffneten sie Ende 2014 ein Unternehmen, die BAR POE. Am 28. Oktober 2016 brachte sie ihre erste Tochter zur Welt.

## DJ
2011 begann sie als professionelle DJ. Sie tritt in Argentinien und in den Nachbarländern auf.

## Laufbahn
Mit 13 Jahren nahm sie zum ersten Mal an einem professionellen Fotoshooting teil. Gegen den Widerstand des Vaters, eines pensionierten Oberleutnants, wurden mit Zustimmung ihrer Mutter Fotos auf dem Cover verschiedener Zeitungen veröffentlicht. Vier Jahre später begann sie, Schauspiel zu studieren und im Alter von 18 Jahren gab sie ihr Filmdebüt im Film Kill Videla des Regisseurs Nicolás Capelli. Im Jahre 2006 wurde sie für den argentinischen Filmpreis „Estrella de Mar“ nominiert. Im gleichen Jahr war sie Finalistin der Tanzsendung Bailando por un sueño (deutsch: Tanz für den Traum).
Im Jahre 2008 wurde sie für den Filmpreis „Martín Fierro“ nominiert. 2009 wurde Attias für den argentinischen Filmpreis „Cóndor de Plata Awards“ nominiert. 2010 wurde sie erneut eingeladen, als Tänzerin an der Sendung Bailando por un sueño teilzunehmen. 2012 spielte sie im Film Los Unicos mit, wo sie die Rolle der „Mia“ verkörperte. In der Rolle der „Sofía Ludueña“ spielte sie in zwei der acht Staffeln der Serie America South Wind mit. Die Serie spielt in den 1930er-Jahren im argentinischen Patagonien. Ebenfalls 2012 spielte sie in Historias de diván mit, einer in Uruguay produzierten Serie, die auf dem Buch des Psychoanalytikers Gabriel Rolón basiert. In einer Staffel spielt sie „Natalia“, ein Mädchen, welches in ihrer Kindheit sexuell missbraucht worden war.
2013 wirkte sie am Pilsener Light Montañita 2013 mit. Weiters spielt sie in der täglich ausgestrahlten Serie Los vecinos en guerra (englisch „The Neighbors at War“). Im gleichen Jahr übernahm sie in der Serie Mis amigos de siempre (englisch: My lifelong friends) die Rolle von Bárbara Delgado. 2014 drehte sie den Film Contrasangre unter der Regie von Nacho Garassino.

## Internationales
2017 reiste Emilia nach Rio de Janeiro, um dort den Film Dolores zu drehen. 2017 wurde sie beim Five Continents International Film Festival in Venezuela mit einer besonderen Erwähnung als „beste Schauspielerin“ für den Film El Secreto de Lucía ausgezeichnet. Für dieselbe Rolle wurde sie San Antonio Independent Film Festival wurde als beste Darstellerin ausgezeichnet. Weiters wurde sie als beste internationale Darstellerin beim „Film Infest 2018“ ausgezeichnet. 2019 war sie Moderatorin der Sendung Resto del Mundo. Außerdem wirkte Attias als Gastgeberin der Sendung Funda TV.

## Filmografie
- Clipeado
- Casi Ángeles: la Resistencia
- 2007–2010: Casi Ángeles
- 2009: Matar a Videla
- 2010: Re-creo en vos
- 2010: Matar a Videla
- 2011–2012: Los únicos
- 2012: Vinyl Days
- 2012: Viento Sur
- 2012: Los únicos
- 2013–2014: Mis amigos de siempre
- 2014: El Secreto de Lucía
- 2015: Contrasangre
- 2015: Cromo
- 2016: Dead Man Tells His Own Tale
- 2016: Dolores
- 2019: La sequía